# Karl Mueller
Karl Mueller (27 de julio de 1963, Mineápolis, Estados Unidos – Mineápolis, 17 de junio de 2005) fue un músico de rock estadounidense. Fue el bajista y uno de los fundadores de la banda de rock alternativo Soul Asylum.
En mayo de 2004, Mueller fue diagnosticado con cáncer de garganta, por lo que se llevó a cabo un concierto benéfico para pagar sus cuentas de hospital. En septiembre del mismo año, Grant Hart y Bob Mould de Hüsker Dü se reunieron por primera vez en 17 años para el Rock for Karl benefit en su ciudad natal. Paul Westerberg también hizo una aparición, al igual que los miembros de Soul Asylum, en lo que sería la última aparición en escena de Karl. Mueller murió en junio de 2005. Sus restos fueron cremados y residen en el cementerio de Lakewood en su natal Minneapolis.
En julio de 2006, Soul Asylum lanzó el disco The Silver Lining, en el que se registra el último trabajo de Mueller.